# Kazimierz Pacer
Kazimierz Pacer (ur. 3 marca 1911 w Trzcianie, powiat Sztum, zm. 20 września 1998) – nauczyciel, polski działacz społeczno-oświatowy, Honorowy Obywatel Olsztyna.

## Życiorys
Był synem Antoniego i Klary z Kwiatkowskich. Ojciec działał w polskim ruchu narodowym na Powiślu; został zamordowany w obozie koncentracyjnym w Sztutowie. Kazimierz Pacer ukończył w 1931 seminarium nauczycielskie w Wejherowie i podjął pracę w polskich szkołach na Opolszczyźnie; w 1936 przeniósł się na Warmię, był nauczycielem w Skajbotach w powiecie olsztyńskim. Organizował kursy języka polskiego, kursy rolnicze, zespoły śpiewacze i teatralne. Zajmował się także życiem sportowym młodzieży. Był aktywnym członkiem Związku Polaków w Niemczech.
Po zajęciu szkoły w Skajbotach przez wojska niemieckie w drugiej połowie sierpnia 1939 wyjechał z Warmii, ukrywał się przez jakiś czas u rodziny w Polsce. Nie uniknął przymusowego wcielenia do armii niemieckiej w 1942. Trafił do niewoli we Włoszech w 1944; po zwolnieniu wstąpił do Polskich Sił Zbrojnych na Zachodzie. W 1946 powrócił na Warmię.
Pełnił funkcję kierownika szkoły w Likusach pod Olsztynem (obecnie dzielnica Olsztyna), pracował następnie w Polskich Zakładach Zbożowych w Olsztynie, kierował biurem Warmińsko-Mazurskiego Towarzystwa Społeczno-Kulturalnego w Olsztynie, wreszcie był zatrudniony w Wojewódzkim Biurze Geodezji i Terenów Rolnych w Olsztynie. W 1976 przeszedł na emeryturę. Działał jednocześnie w Towarzystwie Społeczno-Kulturalnym oraz należał do redakcji „Słowa na Warmii i Mazurach”.
Został wyróżniony nagrodą regionalną im. Michała Lengowskiego, otrzymał także m.in. Krzyż Kawalerski i Oficerski Orderu Odrodzenia Polski. W 1995 wraz z innymi zasłużonymi nauczycielami – Jadwigą Lindner, Janem Lubomirskim i Natalią Żarską – otrzymał tytuł Honorowego Obywatela Olsztyna.
W 1938 ożenił się z Agnieszką Barabasz (ur. 1914, zm. 30 listopada 1975), córką działacza warmińskiego Bernarda Barabasza, wieloletnią pracownicą spółdzielczości rolniczej. Troje dzieci z tego małżeństwa pracowało w szkolnictwie.
Spoczywa na cmentarzu komunalnym w Olsztynie (kw. 2G rząd 1 grób 3).